# Флінт (Мічиган)
Флінт (англ. Flint) — місто (англ. city) в США, в окрузі Дженесі штату Мічиган за 100 км на північний захід від Детройта на березі річки Флінт. Населення — 81 252 особи (2020), що відповідає п'ятому місцю серед міст штату Мічиган за чисельністю населення. Місто Флінт є найбільшим містом США серед міст, чия назва складається з одного складу.
Флінт найбільш відоме як місце народження корпорації Дженерал Моторс.

## Географія
Флінт розташований за координатами 43°1′28″ пн. ш. 83°41′31″ зх. д. / 43.02444° пн. ш. 83.69194° зх. д. (43.024425, -83.691983).  За даними Бюро перепису населення США в 2010 році місто мало площу 88,19 км², з яких 86,55 км² — суходіл та 1,65 км² — водойми.

### Клімат
| Клімат : Флінт                              | Клімат : Флінт | Клімат : Флінт | Клімат : Флінт | Клімат : Флінт | Клімат : Флінт | Клімат : Флінт | Клімат : Флінт | Клімат : Флінт | Клімат : Флінт | Клімат : Флінт | Клімат : Флінт | Клімат : Флінт | Клімат : Флінт |
| Показник                                    | Січ.           | Лют.           | Бер.           | Квіт.          | Трав.          | Черв.          | Лип.           | Серп.          | Вер.           | Жовт.          | Лист.          | Груд.          | Рік            |
| Абсолютний максимум, °C                     | 18,3           | 20,0           | 30,0           | 31,1           | 33,9           | 40,0           | 42,2           | 39,4           | 37,8           | 31,7           | 26,1           | 21,1           | 42,2           |
| Середній максимум, °C                       | −1,3           | 0,4            | 6,4            | 14,1           | 20,3           | 25,5           | 27,7           | 26,5           | 22,4           | 15,3           | 8,2            | 1,2            | 13,9           |
| Середній мінімум, °C                        | −9,3           | −8,4           | −4             | 1,9            | 7,4            | 12,9           | 15,1           | 14,4           | 9,9            | 4,1            | −0,6           | −6,2           | 3,2            |
| Абсолютний мінімум, °C                      | −31,7          | −31,7          | −26,7          | −14,4          | −5,6           | 0,6            | 4,4            | 2,8            | −3,3           | −7,2           | −21,7          | −27,8          | −31,7          |
| Норма опадів, мм                            | 41             | 38             | 49             | 73             | 78             | 78             | 84             | 81             | 95             | 63             | 68             | 49             | 797            |
| Днів з опадами                              | 13,6           | 10,5           | 11,3           | 12,6           | 11,1           | 10,6           | 9,5            | 10,0           | 10,0           | 10,8           | 11,8           | 13,9           | 135,7          |
| Днів зі снігом                              | 12,8           | 9,9            | 6,2            | 2,3            | 0              | 0              | 0              | 0              | 0              | 0,3            | 3,1            | 10,4           | 45,0           |
| Вологість повітря, %                        | 75.3           | 73.1           | 70.3           | 65.8           | 65.5           | 68.4           | 69.6           | 73.3           | 75.6           | 73.2           | 75.6           | 77.4           | 71.9           |
| ------------------------------------------- | -------------- | -------------- | -------------- | -------------- | -------------- | -------------- | -------------- | -------------- | -------------- | -------------- | -------------- | -------------- | -------------- |
| Джерело: NOAA (relative humidity 1961–1990) |                |                |                |                |                |                |                |                |                |                |                |                |                |

## Демографія
Згідно з переписом 2010 року, у місті мешкали 102 434 особи в 40 472 домогосподарствах у складі 23 949 родин. Густота населення становила 1161 особа/км².  Було 51321 помешкання (582/км²).
Расовий склад населення:
| - 56,6 % — чорних або афроамериканців - 37,4 % — білих - 0,5 % — корінних американців - 0,5 % — азіатів - 1,1 % — осіб інших рас |

До двох чи більше рас належало 3,9 %. Частка іспаномовних становила 3,9 % від усіх жителів.
За віковим діапазоном населення розподілялося таким чином: 27,3 % — особи молодші 18 років, 62,0 % — особи у віці 18—64 років, 10,7 % — особи у віці 65 років та старші. Медіана віку мешканця становила 33,6 року. На 100 осіб жіночої статі у місті припадало 92,2 чоловіків;  на 100 жінок у віці від 18 років та старших — 88,1 чоловіків також старших 18 років.
Середній дохід на одне домашнє господарство  становив 35 046 доларів США (медіана — 24 862), а середній дохід на одну сім'ю — 39 934 долари (медіана — 29 065). Медіана доходів становила 33 924 долари для чоловіків та 28 833 долари для жінок. За межею бідності перебувало 41,2 % осіб, у тому числі 60,9 % дітей у віці до 18 років та 12,2 % осіб у віці 65 років та старших.
Цивільне працевлаштоване населення становило 29 701 осіб. Основні галузі зайнятості: освіта, охорона здоров'я та соціальна допомога — 27,3 %, виробництво — 15,0 %, роздрібна торгівля — 12,2 %, мистецтво, розваги та відпочинок — 12,0 %.

## Міста-побратими
- Чанчунь, Цзілінь, Китайська Народна Республіка
- Гамільтон, Онтаріо, Канада[10]
- Кельці, Свентокшиське воєводство, Польща
- Тольятті, Самарська область, Російська Федерація
- Полтава, Україна